# Сьвіслочани
Сьвіслочани (пол. Świsłoczany) — село в Польщі, у гміні Ґрудек Білостоцького повіту Підляського воєводства. Розташоване на лівому березі річки Свіслоч, на кордоні з Республікою Білорусь.
Населення — 28 осіб (2011).
У 1975-1998 роках село належало до Білостоцького воєводства.

## Демографія
Демографічна структура станом на 31 березня 2011 року:
|          | Загалом | Допрацездатний вік | Працездатний вік | Постпрацездатний вік |
| -------- | ------- | ------------------ | ---------------- | -------------------- |
| Чоловіки | 11      | 0                  | 4                | 7                    |
| Жінки    | 17      | 0                  | 3                | 14                   |
| Разом    | 28      | 0                  | 7                | 21                   |

## Видатні уродженці
- Голубцова Ольга Семенівна — Герой Соціалістичної Праці.